# 島田巽
島田 巽（しまだ たつみ、1905年1月25日 - 1994年3月8日）は、日本のジャーナリスト。朝日新聞論説副主幹、ジャパン・クオータリー誌編集委員会委員。1965年から1976年まで人事官を務めた。
東京出身。1927年、慶應義塾大学政治学科を卒業。卒業後は朝日新聞社に就職し、東京本社欧米部長、論説副主幹などを歴任後、1965年3月2日から1976年4月1日まで、3期12年にわたり人事官を務めた。1975年、勲一等瑞宝章を受章。
1994年3月8日、膵臓癌により死去。89歳。

## 著書

### 単著
- 『最近の印度――英印関係の推移』朝日新聞社〈朝日時局新輯 ; 第29〉、1942年。
- 『マーシャル・プラン――米国の対外援助政策』朝日新聞社、1949年。
- 『今日のヨーロッパ』朝日新聞社〈朝日常識講座　第9〉、1953年。
- 『ふだん着の英国』暮しの手帖社、1955年。
- 『山・人・本』茗渓堂、1976年。
- 『遥かなりエヴェレスト――マロリー追想』大修館書店、1981年。
- 『山稜の読書家』茗渓堂、1985年。

### 寄稿
- 臼井吉見 編『現代教養全集 第2 世界への目』筑摩書房、1958年。

※「英国人の七つの癖」を寄稿

### 訳書
- K.マーティン『新聞と大衆』岩波書店〈時代の窓〉、1955年。
- チャールス・エヴァンズ『カンチェンジュンガ――その成功の記録』朝日新聞社、1957年。

### 共訳書
- エドマンド・ヒラリー『わがエヴェレスト』松方三郎 共訳、朝日新聞社、1956年。
- フレイザー・ボンド 著、山口駒夫 共訳『ジャーナリズム入門』時事通信社、1957年。